# Billund (plaats)
Billund is een plaats in de Deense regio Zuid-Denemarken, gemeente Billund. De plaats telt 6194 inwoners (1 januari 2014). Billund ligt in de parochie Grene.

## Bijzonderheden
In Billund zijn de speelgoedfabrikant LEGO en het attractiepark Legoland Billund gevestigd, alsmede Billund Airport, dat in  de jaren zestig ontstaan is uit een startbaan van en voor de LEGO-fabriek.
- MusicBrainz: 5a493bde-b5e9-43af-a5c4-316a872585e1
- Virtual International Authority File: 239997999